# Cuco
Omar Banos (Inglewood, California, 26 de junio de 1998), conocido como Cuco, es un cantante, compositor y productor discográfico estadounidense. 
Obtuvo notoriedad después de lanzar «Lo Que Siento» (2017), canción con la que logró obtener más de 260 millones de reproducciones en Spotify. Cuco autoeditó sus primeros dos EP, Wannabewithu (2016), y Songs4u (2017), esto después de graduarse de la secundaria Hawthorne. En 2019, lanzó su primer álbum de estudio, Para Mi, con Interscope Records. Su segundo álbum fue Fantasy Gateway, lanzado en 2022. 

## Primeros años
Omar Banos nació el 26 de junio de 1998 en Inglewood, California, siendo hijo único de una pareja de inmigrantes mexicanos. Su madre, Irma, procedía de la ciudad de Puebla, mientras que su padre, Adolfo, era de la Ciudad de México. Creció en la ciudad de Hawthorne, California, y comenzó a tocar música a los ocho años de edad. Para antes de cumplir 15, ya había experimentado con instrumentos como la trompeta, guitarra, teclado, batería, bajo, melófono y corno francés. Asistió a la escuela secundaria en Lennox y se graduó de la secundaria Hawthorne, donde tocó en la banda de música y en la banda de jazz de la escuela.

## Carrera

### 2015:Heavy Trip
Después de graduarse, Banos subió a YouTube una cover en guitarra slide de la canción Sleep Walk de Santo & Johnny, mismo que obtuvo varias visitas. Comenzó a producir y lanzar canciones desde la casa de sus padres, y a publicarlas en Bandcamp y SoundCloud. En enero de 2015, lanzó su primer EP en Bandcamp, titulado Heavy Trip. El mismo año, usando el nombre de Heavy Trip, estreno su primera canción, «Yeah», en SoundCloud. Más tarde cambió su nombre artístico a Cuco, ya que era un apodo que le puso su abuelo cuando era niño.

### 2016-2017:WannabewithuySongs4u
A los 18 años, Banos autoprodujo su primer mixtape, Wannabewithu (2016), publicándolo luego de aprender a usar Ableton Live. Lanzó su segundo mixtape, Songs4u, en 2017, cuando comenzó a tocar en clubes localizados al sur de California, llenando sus dos espacios musicales. Estreno su primer sencillo, «Lo Que Siento», en 2017, el cual alcanzó más de 128 millones de reproducciones en Spotify. Tras el éxito de dicha canción, Cuco se retiró temporalmente para asistir al colegio Santa Monica City, con el objetivo de perseguir una carrera en la música.

### 2019:Para Mí
En abril de 2018, tocó junto al saxofonista Kenny G en el evento Coachella. En agosto, colaboró con la cantante estadounidense Clairo, para producir el sencillo «Drown». Luego trabajo con Polyphia en una pista llamada «So Strange» para su álbum New Levels New Devils, que se lanzó en octubre, el mismo mes en que se presentó en Lollapalooza.

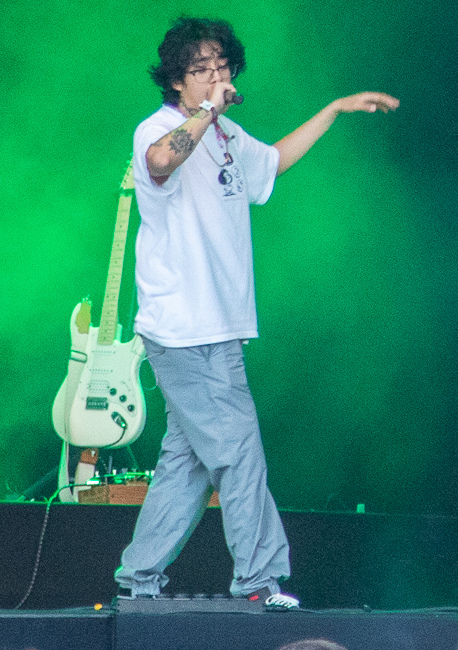
Cuco presentándose en Primavera Sound, 2019.

En febrero de 2019, colaboró con MC Magic y Lil Rob, dos de sus ídolos de infancia del chicano rap, esto para grabar la canción «Search». Después de una guerra de ofertas, que duraron dos años, Banos firmó con Interscope Records en marzo. El 2 de abril, estreno «Hydrocodone», el sencillo principal de su álbum Para Mi, antes de lanzar «Bossa No Sé» con Jean Carter el 22 de mayo. El 26 de julio, lanzó su álbum de estudio debut, Para Mi.  El mismo aborda problemas recientes que Cuco experimentó de primera mano, incluido un accidente en un autobús de gira que lo envió a él y a su banda al hospital. Su álbum debutó en el puesto 94 de las listas musicales estadounidenses.

### 2022-presente:Fantasy GatewayyHitchhiker
El 29 de abril de 2022, Cuco presentó la canción «Caution» como el sencillo principal de su segundo álbum de estudio, Fantasy Gateway. El 22 de julio, el mencionado fue lanzado a través de Interscope Records. El LP de 12 pistas incluye colaboraciones de artistas como Kacey Musgraves, Adriel Favela, Bratty y DannyLux. En 2023, colaboró con The Marías para la realización de la pista «Si Me Voy», que se lanzó como un sencillo. El 10 de noviembre de 2023, lanzó Hitchhiker, su tercer EP, en el que incluyó seis canciones.

## Habilidades artísticas

### Estilo musical y composición
El estilo musical de Banos combina elementos de bossa nova e indie pop. Suzy Expósito de Rolling Stone, describió su música como «baladas de amor empapadas de psicodelia». Brett Calwood le dijo a LA Weekly, que la música de Banos tiene «influencias latinas suaves con una inclinación nostálgica». Sus composiciones suelen combinar letras en inglés y español, algo a lo que él describe como melodías de «dream pop alternativo» que tienen «muchos sintetizadores» y «muchos 808».

### Influencias
Banos creció escuchando rap chicano, de artistas como Lil Rob, Baby Bash y MC Magic, así como rock español, boleros y otras baladas antiguas que sus padres tocaban en su casa. Ha citado a Kevin Parker de Tame Impala, y Ariel Pink, como algunas de sus principales influencias musicales. En una entrevista con Jesse Thorn de Bullseye, Banos describió cómo la canción "Feels Like We Only Go Backwards" de Tame Impala, lo ayudó a visualizar su carrera en la música y como llevar su vida escolar en la secundaria.

## Discografía

### Álbumes
| Título          | Detalles del álbum                                                                                               | Posiciones en gráficos | Posiciones en gráficos |
| Título          | Detalles del álbum                                                                                               | Estados Unidos         | Estados Unidos alterno |
| --------------- | --- | ---------------------- | ---------------------- |
| Para Mi         | - Lanzamiento: 26 de julio de 2019 - Disquera: Interscope PS - Formatos: CD, descarga digital, streaming, vinilo | 94                     | 6                      |
| Fantasy Gateway | - Lanzamiento: 22 de julio de 2022 - Disquera: Interscope PS - Formatos: CD, descarga digital, streaming, vinilo |                        |                        |

### EPs
| Hitchhiker (2023) |                        |          |  |
| N.º               | Título                 | Duración |  |
| 1.                | «Edith»                | 3:24     |  |
| 2.                | «Planet Express»       | 4:20     |  |
| 3.                | «Give It The World»    | 4:08     |  |
| 4.                | «Mesh Camp»            | 3:44     |  |
| 5.                | «Junkies and Rarities» | 4:34     |  |
| 6.                | «Messenger»            | 4:04     |  |
| 7.                | «1Night»               | 2:19     |  |
| 24:17             |                        |          |  |

| Wannabewithu (2016) |                   |          |  |
| N.º                 | Título            | Duración |  |
| 1.                  | «Lover is a Day»  | 7:37     |  |
| 2.                  | «Cupid's Quiver»  | 4:20     |  |
| 3.                  | «Amor de Siempre» | 5:21     |  |
| 4.                  | «When We Meet»    | 4:37     |  |
| 5.                  | «Mindwinder»      | 1:56     |  |
| 6.                  | «Lonelylife»      | 5:20     |  |
| 7.                  | «1Night»          | 2:19     |  |

| Songs4u (2017) |                                                   |          |  |
| N.º            | Título                                            | Duración |  |
| 1.             | «One and Only»                                    | 3:26     |  |
| 2.             | «Winter's Ballad»                                 | 4:37     |  |
| 3.             | «We Had to End It»                                | 5:49     |  |
| 4.             | «Neon Baby»                                       | 3:54     |  |
| 5.             | «Stay for a Bit»                                  | 4:05     |  |
| 6.             | «Lava Lamp»                                       | 5:08     |  |
| 7.             | «Rest Easy, I’ll See You Again»                   | 3:58     |  |
| 8.             | «Lost / Heart»                                    | 4:32     |  |
| 9.             | «I’ve Left My Body and I Don't Want to Come Back» | 1:30     |  |

| Cuco on Audiotree Live (2018) |                                                      |          |  |
| N.º                           | Título                                               | Duración |  |
| 1.                            | «Lo Que Siento (versión en vivo de Audiotree)»       | 4:14     |  |
| 2.                            | «Lava Lamp (versión en vivo de Audiotree)»           | 4:57     |  |
| 3.                            | «Lover is a Day (versión en vivo de Audiotree)»      | 7:43     |  |
| 4.                            | «Summertime Hightime (versión en vivo de Audiotree)» | 2:17     |  |
| 5.                            | «Amor de Siempre (versión en vivo de Audiotree)»     | 5:12     |  |
| 6.                            | «We Had to End It (versión en vivo de Audiotree)»    | 5:05     |  |

| Chiquito (2018) |                                                   |          |  |
| N.º             | Título                                            | Duración |  |
| 1.              | «Lucy (colaborando con J-Kwe$T)»                  | 4:47     |  |
| 2.              | «Dontmakemefallinlove»                            | 3:27     |  |
| 3.              | «Sunnyside»                                       | 4:13     |  |
| 4.              | «Summer Time High Time (colaborando con J-Kwe$T)» | 3:28     |  |
| 5.              | «Mi Infinita»                                     | 4:32     |  |
| 6.              | «CR-V»                                            | 2:27     |  |

### Sencillos
Como artista principal
| Año  | Título                          | Certificaciones | Álbum/EP        |
| ---- | ------------------------------- | --------------- | --------------- |
| 2017 | «Lo Que Siento»                 |                 | Sencillo        |
| 2018 | «Sunnyside»                     |                 | Sencillo        |
| 2018 | «CR-V»                          |                 | Chiquito        |
| 2018 | «Drown» (con Clairo)            |                 | Sencillo        |
| 2018 | «Lucy» (con J Kwe$t)            |                 | Sencillo        |
| 2019 | «Hydrocodone»                   |                 | Para mi         |
| 2019 | «Bossa No Sé» (con Jean Carter) | RIAA: Oro       | Para mi         |
| 2020 | «Piel canela»                   |                 | Sencillo        |
| 2022 | «Caution»                       |                 | Fantasy Gateway |
| 2022 | «Time Machine»                  |                 | Fantasy Gateway |
| 2022 | «Fin Del Mundo» (con Bratty)    |                 | Fantasy Gateway |
| 2022 | «Aura»                          |                 | Fantasy Gateway |
| 2023 | «Si Me Voy» (con The Marías)    |                 | Sencillo        |

Como artista invitado
| Año  | Título                                                   | Álbum                          |
| ---- | -------------------------------------------------------- | ------------------------------ |
| 2018 | «So Strange» (Polyphia colaborando con Cuco)             | New Levels New Devils          |
| 2019 | «Search» (MC Magic colaborando con Cuco y Lil Rob)       | Sencillos                      |
| 2019 | «DameLove» (Girl Ultra colaborando con Cuco)             | Sencillos                      |
| 2019 | «Fix Me» (Dillon Francis colaborando con Cuco)           | Sencillos                      |
| 2019 | «777» (Lilbootycall colaborando con Cuco y J Kwe$t)      | Jesus Said Run It Back         |
| 2019 | «Talk to Me Before I Die» (Pouya colaborando con Cuco)   | The South Got Something to Say |
| 2020 | «Off the Goop» (Yung Gravy colaborando con bbno$ y Cuco) | Baby Gravy 2                   |
| 2022 | «La novela» (Boy Pablo colaborando con Cuco)             | Sencillo                       |

### Lanzamientos de bandcamp
| Heavy Trip (2015) |                   |          |  |
| N.º               | Título            | Duración |  |
| 1.                | «go home»         | 3:28     |  |
| 2.                | «swear on a soul» | 4:09     |  |
| 3.                | «could've»        | 3:24     |  |
| 4.                | «face in space»   | 2:43     |  |

### Videos musicales
| Año  | Título                                             | Director(es)                      | Ref.   |
| ---- | -------------------------------------------------- | --------------------------------- | ------ |
| 2018 | «Sunnyside»                                        | Ámbar Navarro                     | [ 45 ] |
| 2018 | «Summertime Hightime» (colaborando con J-Kwe$t)    | Muchachos Mu$ty                   | [ 46 ] |
| 2018 | «CR-V»                                             | David Gantz y Theo Cohn           | [ 47 ] |
| 2019 | «Search» (MC Magic colaborando con Cuco y Lil Rob) | Ali Zamani                        | [ 48 ] |
| 2019 | «Hydrocodone»                                      | Jazmín García                     | [ 49 ] |
| 2019 | «Bossa No Sé» (colaborando con Jean Carter)        | Pascual Gutiérrez                 | [ 50 ] |
| 2019 | «Feelings»                                         | Francisco Outón                   | [ 51 ] |
| 2019 | «Keeping Tabs» (colaborando con Suscat0)           | Pascual Gutiérrez y RJ Sánchez    | [ 52 ] |
| 2021 | «Paradise»                                         | Cliqua                            | [ 53 ] |
| 2021 | «Forevermore»                                      | Cliqua                            | [ 54 ] |
| 2021 | «Under The Sun»                                    | Carlos López Estrada y Jeff Desom | [ 55 ] |
| 2022 | «Caution»                                          | Cole Kush                         | [ 56 ] |